# Nancyana agitata
Nancyana agitata är en insektsart som beskrevs av Freytag 1990. Nancyana agitata ingår i släktet Nancyana och familjen dvärgstritar. Inga underarter finns listade i Catalogue of Life.